# Жольєн Д'Ор
Жольєн Д'Ор  (фр. Jolien D'Hoore, 14 березня 1990) — бельгійська велогонщиця, олімпійська медалістка.

## Виступи на Олімпіадах
| Олімпіада   | Дисципліна | Місце |
| ----------- | ---------- | ----- |
| Лондон 2012 | омніум     | 5     |
| Лондон 2016 | омніум     | 3     |

## Зовнішні посилання
- Досьє на sport.references.com [Архівовано 25 вересня 2015 у Wayback Machine.]